# Боксуюче кенгуру
Боксуюче кенгуру (англ. The Boxing Kangaroo) — національний символ Австралії, що часто зустрічається в популярній культурі світу. Спортивні талісмани «боксуюче кенгуру» можна спостерігати на багатьох спортивних заходах за участю національної команди Австралії з таких видів спорту, як крикет, футбол, теніс, на іграх Співдружності, а також на Олімпійських іграх. Серед австралійських уболівальників неофіційно вважається «спортивним прапором Австралії»

## Історія виникнення символу
Образ «Боксуючого кенгуру» походить від поведінки кенгуру в момент сутички з противником. Спочатку кенгуру відштовхує противника передніми лапами (або ж «руками»), тримаючи тим самим його на відстані, а потужнішими задніми лапами завдає нищівних ударів, від яких противник отримує дуже серйозні пошкодження або навіть гине. Вид такого бою кенгуру з ворогом створює враження, нібито кенгуру «боксує» з ним, від чого і з'явився знаменитий образ.
Образ «боксуючого кенгуру» відомий принаймні з 1891, коли в одній з сіднейських газет була опублікована ілюстрація з кенгуру, що б'ється з людиною. У свою чергу, ця ідея взята з уявлень бродячих артистів другої половини XIX століття, в яких присутній персонаж кенгуру в боксерських рукавичках, що б'ється з людьми. Німецький німий фільм 1895 «Das Boxende Känguruh» та британський фільм 1896 «The Boxing Cangaroo» теж представили публіці цей персонаж, а американські короткометражні мультфільми «The Boxing Kangaroo» (1920), «Mickey's Kangaroo» (1935) і"Pop 'Im Pop!" (1949) остаточно оформили образ «боксуючого кенгуру» як національного символу Австралії в культурі англо-саксонського світу.
Під час Другої світової війни «боксуюче кенгуру» стало символом Королівських військово-повітряних сил Австралії. У 1941 пілоти одного з ескадронів ВПС Австралії, що базувався в Сінгапурі та Британській Малайї почали малювати «боксуюче кенгуру» на фюзеляжах своїх літаків, щоб відрізняти літаки ВПС Австралії від інших літаків союзників. Подібна практика незабаром поширилася і на інші роди військ, у тому числі на Королівський австралійський військово-морський флот.
У 1982 «боксуюче кенгуру» стало відомим на весь світ завдяки успішному виступу австралійської команди в регаті «Кубку Америки», де прапор з кенгуру в золотих рукавичках на зеленому тлі був встановлений на яхті «Australia II». Власник яхти Australia II австралійський підприємець Алан Бонд пізніше дав ліцензію на масове комерційне використання цієї версії образу «боксуючого кенгуру». Ще пізніше австралійський олімпійський комітет викупив образ у Бонда, щоб використовувати його як офіційний спортивний талісман збірної команди Австралії і для пропаганди спорту в австралійських школах.

## XXI Зимові олімпійські ігри у Ванкувері
У зв'язку з тим, що зображення кенгуру в боксерських рукавичках — зареєстрований товарний знак Олімпійського комітету Австралії та демонстрація такого зображення може бути прирівняна до реклами, Міжнародний олімпійський комітет (МОК) заборонив використання прапора на Олімпіаді-2010 у Ванкувері. Але згодом президент МОК Жак Рогге скасував заборону.